# 9-та механізована бригада (Румунія)
9-та механізована Мерешештська бригада (рум. Brigada 9 Mecanizată «Mărășești») — складова Сухопутних військ Румунії. Підпорядковується 2-й піхотній дивізії. Головна задача — національна і колективна оборона.

## Історія
5 серпня 1878 року, після завершення чергової російсько-турецької війни, в місті Пітешть було створено піхотну дивізію на чолі з генералом Георге Анджелеску, завданням якої було захопити Північну Добруджу. 
8 жовтня 1878 року вона взяла участь у вступі румунської армії до Бухареста, вже 24 жовтня була у Бреїлі, а 17 листопада 1878 року корабель «Штефан чел Маре» з генералом Ангелеску та його штабом прибув до порту Тулчі.
Дивізія дислокувалася на Дунаї до 1882 або 1883 року, коли з'єднання перемістили до Констанци і, відповідно, перейменували на Добруджанську дивізію. Під цією назвою дивізія брала участь в усіх кампаніях румунської армії у 20 столітті.
У Першій світовій війні 9-та дивізія брала участь в операції Мерешешть, ведучи оборонні бої на найскладнішій ділянці позицій 2-ї армії.
Під час Другої світової війни дивізію залучили до військових дій у Криму, боїв за Трансильванію, а згодом — на території Угорщини та Чехословаччини.
У березні 2019 вояки бригади повернулися з Афганістану, де консультували місцеву армію та поліцію в межах місії «Рішуча підтримка».

## Склад
| Штаб 114-й ТБ 341-й ПБ 345-й АДн · 911-й ПБ 348-й ЗАДн · 912-й ТБ |
| 114-й танковий батальйон Тирговіште                               |
| 168-й батальйон забезпечення Констанца                            |
| 341-й піхотний батальйон Топрайсар                                |
| 345-й артилерійський дивізіон Меджидія                            |
| 348-й зенітний артилерійський дивізіон Мурфатлар                  |
| 911-й піхотний батальйон Меджидія                                 |
| 912-й танковий батальйон Мурфатлар                                |